# Света Анастасија (острво)
Света Анастасија (буг. Света Анастасия) малено је острво у Бугарској. Налази се у Црном мору, а преко пута њега је град Бургас.

## Карактеристике
Острво је обавијено велом тајни, легенди и обележено занимљивом историјом. Реч је о острву вулканског порекла, високо од 12 до 17 метара. На њему се налазе остаци манастира и црква, који датирају из 14 или 15. века, а острво су неколико пута нападали пирати.
Сматра се да је први пут насељено између 4. и 6. века, а зову га још и бугарским Алкатразом, с обзиром на то да је једно време у 20. веку служио као затворско острво. Данас се на острву налазе остаци манастира, црква, музеј, ресторан и кафић који посећују туристи у великом броју. На њему су снимани и неки познати бугарски филмови.